# Яворська Ірина Йосипівна
Ірина Йосипівна Яровська (нар. 21 червня 1981, Карлівка Полтавської області), Яворська — українська пауерліфтерка, заслужений майстер спорту України (2003).

## Життєпис
Закінчила Полтавський державний педагогічний університет імені В.Г. Короленка (2003). Вихованка тренера Максима Іванькова. Була тренеркою Валерія Карпова (підготовка і 3 місце Карпова Валерія у Всесвітніх іграх).
Чемпіонка світу (м. Каор, Франція, 2004; м. Сент-Джонс, Канада, 2008), Європи (м. Орошгаза, Угорщина, 2005; м. Фрідек-Містек, Чехія, 2008), світу серед юніорів (м. Сочі, РФ, 2002). Чемпіонка (м. Гаосюн, Китай, 2009), бронзова призерка (м. Дуйсбурґ, Німеччина, 2005) Всесвітніх спортивних ігор. Багаторазова рекордсменка світу, Європи, України. Виступала за спортивне товариство «Україна» (Полтава) у вагових категоріях 75, 82,5, 90 кг.

## Нагороди
- Орден «За мужність» III ступеню (2009)